# 가이스카 멘디에타

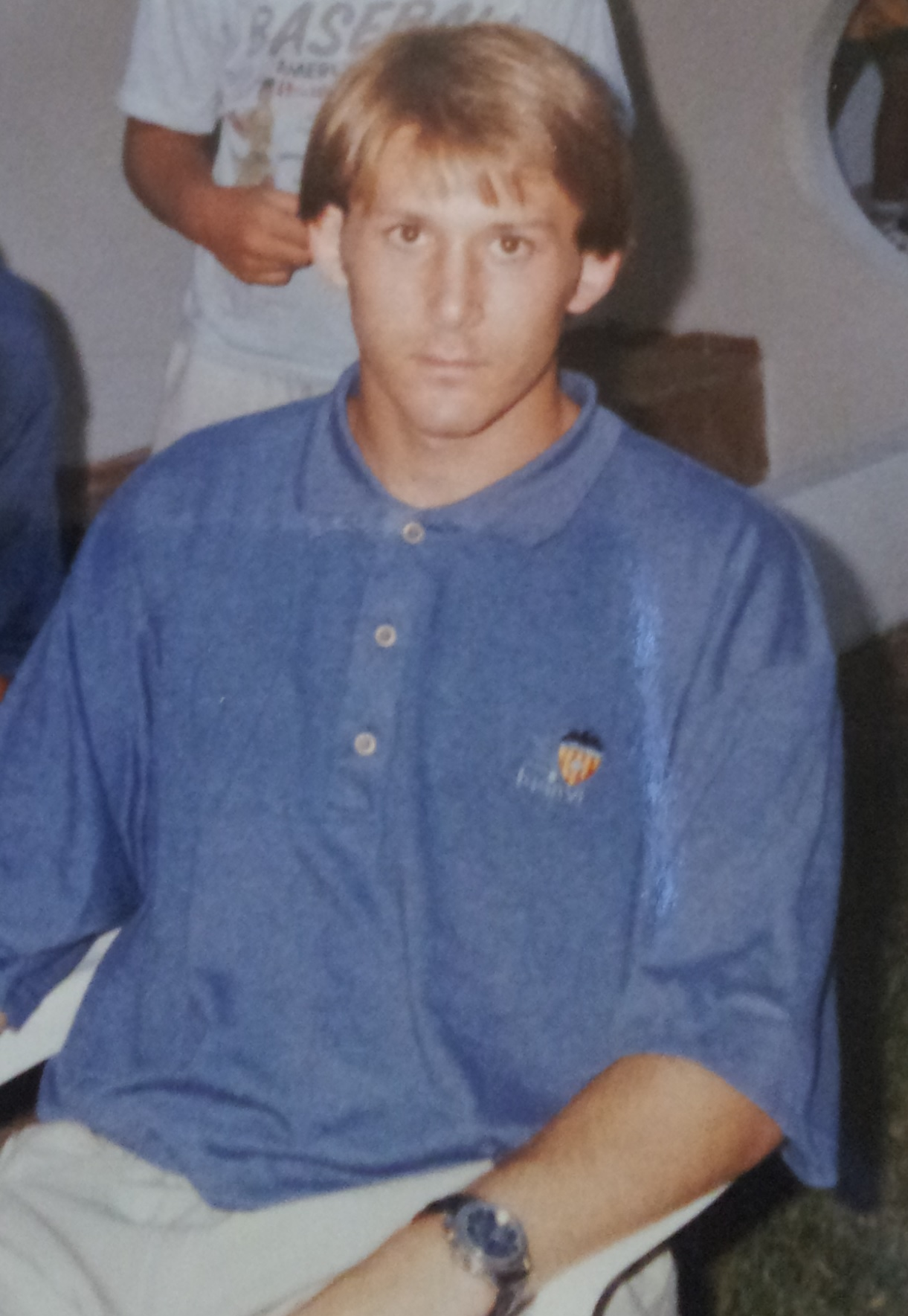
1995년 당시 멘디에타

가이스카 멘디에타 사발라(스페인어: Gaizka Mendieta Zabala, 1974년 3월 27일, 스페인 빌바오 ~ )는 스페인의 은퇴한 축구 선수로, 바스크 혈통이다.

## 클럽 경력
발렌시아 CF에서 전성기를 보냈고 라치오 이적 후 연이은 부진으로 인상적인 활약을 펼치지 못하였다.
그 뒤 미들즈브러로 이적하였으나, 주전 확보에 실패하였다.

## 국가대표팀 경력
스페인 축구 국가대표팀에서 국제 경기 40경기에 출장해 8골을 득점했으며, 스페인 대표로, 1996년 하계 올림픽, 2000년 유럽축구선수권대회, 2002 FIFA 월드컵에 출전하기도 했다. 특히 2002 월드컵때는 남아공을 상대로 득점을 기록하기도 했었다. 2008년 5월 13일, 팀에서 방출된 뒤 은퇴하였다.

## 수상 내역
발렌시아 
- 코파 델 레이 : 1998-99
- 수페르코파 데 에스파냐 : 1999
- UEFA 챔피언스리그 준우승 : 1999-2000, 2000-01
- UEFA 인터토토컵 : 1998

 미들즈브러
- 풋볼리그 컵 : 2003-04
- UEFA컵 준우승 : 2005-06

 스페인
- UEFA U-21 축구 선수권 대회 3위 : 1994
- UEFA U-21 축구 선수권 대회 준우승 : 1996

개인
- 발롱도르 8위 : 2000
- ESM 올해의 팀 : 2000-01
- UEFA 클럽 풋볼 어워드 최우수 미드필더 : 1999-2000, 2000-01